# انور حدید
انوار حدید (انگلیسی: Anwar Hadid؛ زاده ۲۲ ژوئن ۱۹۹۹) مدل آمریکایی است. پدر او محمد حدید اهل نازارت در اسرائیل کنونی و مادر او یولاندا حدید مدل سابق است. بلا حدید و جیجی حدید خواهران انوار هستند.

## زندگی شخصی
حدید از دسامبر ۲۰۱۶ تا می ۲۰۱۸ با بازیگر نیکولا پلتز، دختر نلسون پلتز یک تاجر بیلیونر رابطه داشت.
انوار در ژوئن ۲۰۱۹ با دوا لیپا از طریق خواهرش بلا حدید که یکی از دوستان نزدیک دوا است آشنا شد و رابطه‌ای عاشقانه بین آن‌ها شکل گرفت ولی در دسامبر ۲۰۲۱ جدا شدند.